# Чемпионат Нидерландов по шоссейному велоспорту
Чемпионат Нидерландов по шоссейному велоспорту — национальный чемпионат Нидерландов по шоссейному велоспорту. За победу в дисциплинах присуждается майка в цветах национального флага (на илл.). Как правило, проводится ежегодно в конце июня.
Впервые чемпионат был проведён в 1888 году среди мужчин в групповой гонке. С 1965 первенство в аналогичной дисциплине проводится среди женщин. В 1991 году стали проводиться соревнования с индивидуальной гонкой.